# 斯图·兰茨
斯图亚特·伯勒尔·兰茨（英語：Stuart Burrell Lantz，1946年7月13日—），美国NBA联盟前职业篮球运动员。他在1968年的NBA选秀中第3轮第23顺位被圣地亚哥火箭选中。